# Связь в Приднестровской Молдавской Республике
Связь в Приднестровской Молдавской Республике, несмотря на экономические и социальные проблемы, находится на высоком уровне развития. За развитие связи отвечает Государственная служба связи Приднестровской Молдавской Республики.

## Телефонная связь
Основными операторами стационарной и мобильной телефонной связи являются «Интерднестрком» и «Транстелеком». В 2006 году в стране насчитывалось порядка 140 тысяч абонентов мобильной сети, 71% из которых — абоненты CDMA-оператора «Интерднестркома» (100-тысячный подключён 6 ноября 2006 года), остальные — абоненты GSM-сетей.
В 2016 году численность абонентов фиксированной телефонной связи составляла 188 тысяч человек, а за два года она опустилась на 4% до отметки в 185 тысяч абонентов. На этом фоне наблюдался рост числа абонентов мобильной связи: в 2016 году число абонентов составляло 328 тысяч, а к концу 2018 года выросло на 2,3%. В целом уровень проникновения мобильной сети составил 71%, однако в общей структуре доходов операторов связи свыше 31,3% приносила мобильная связь, а на услуги по передаче данных приходилось 30,8% от общего объёма доходов.
С сентября по ноябрь 2003 года операторы ПМР и Молдавии проводили глушение связи сотовых абонентов друг у друга: власти Молдавии заверяли, что на частоте 800 МГц, на которой предоставлялись услуги сотовой связи, осуществлялось тестирование цифрового телевидения.

## Радио
Радиовещание на территории современной ПМР началось в 1930 году после строительства радиоузла в Тирасполе. В 1945 году количество радиоточек выросло до 160, за последующие 10 лет работы по радиофикации Тирасполя и окраин число радиоточек довели до 6300: 3900 радиослушателей в колхозах Тираспольского района и 2660 владельцев радиоприёмников разных систем. Тираспольский радиоузел достиг к 1967 году мощности в 5 кВт, став вторым по значимости в Молдавии; число радиоточек с учётом района выросло до 12700.
В стране преобладает эфирное радиовещание с 2002 года, проводное вещание прекратилось в 2004 году после демонтажа всех линий проводного вещания. В стране работают государственная радиостанция «Радио Приднестровья», муниципальное Дубоссарское радио, ряд региональных радиостудий и иностранные радиостанции (в том числе российские «Маяк» и «Радио России» и музыкальные радиостанции соседних республик).

## Телевидение
В стране действуют общереспубликанские телеканалы Первый Приднестровский и ТСВ, а также муниципальные БТВ и РТВ.

## Интернет
Главным провайдером является «Интерднестрком», обеспечивающий ADSL- и оптоволоконное соединение. В 2019 году в стране насчитывалась 151 тысяча пользователей мобильного Интернета.
Законодательство ПМР позволяет вводить цензуру в отношении сайтов, распространяющих дезинформацию.